# Беліченко Андрій Валентинович
Андрій Валентинович Беліченко (*8 листопада 1956, Київ, УРСР  —  український філософ, кандидат філософських  наук,  релігієзнавець,  видавець, поет, есеїст, драматург,  автор понад 200 наукових і літературних творів, автор своєрідної   метафізичної теорії «Колір як непредставлене Світлом». 

## Життєпис
Андрій Беліченко народився 8 листопала 1956 року в Києві, в сім'ї  науковців. Батько — Беліченко Валентин Михайлович (1916 – 1994) був головним архітектором  Голосіївського району  Києва, член  Спілки архітекторів СРСР. Мати  — Суторміна Валентина Миколаївна (1925-2016) – доктор  економічних наук, викладач  КНЕУ, пам’яті якої присвятив книгу «Кротка мама Всього…» .
Закінчивши  київську середню школу №142 у 1974 році, вступив до фізичного факультету  Київського держуніверситету. З усіх дисциплін особливу увагу приділяв філософії,   відвідував лекції  І. С. Добронравової. Закінчив університет у 1979 році за фахом «кріогенне матеріалознавство». Два роки відбував службу лейтенантом у Радянській армії, на полігоні в Казахстані.  По приїзді в Київ півтора року працював   молодшим науковим співробітником у  КПІ. Потім сім років працював у системі пуско-налагодження вентиляції по різних містах України.
З 1992 по 2016 рік, з перервою, працював в  Інституті філософії НАН України на посаді наукового співробітника. 
У 1996 році захистив кандидатську дисертацію з філософії науки, тема - «Грамматологічний підхід у філософії природознавства» - керівник професор доктор філософських В.С. Лук'янець,  офіційні опоненти – професор  С. Б. Кримський і кандидат філософських наук Ю.П. Мілов. .  Дисертація досліджує граматологію як феномен «письма», тобто сукупність вихідних умов, що породжують можливості будь-якого означування. Граматологія з'явилась як одна з версій критичного подолання обмеженостей філософії структуралізму й неопозитивізму та переосмислює європейську філософську традицію Сократа-Платона-Декарта-Канта-Гегеля.
Працював  науковим співробітником в Інституті україно-російських відносин  при  РНБОУ  (1998 - 2000).
Починаючи з 1980-х років Андрій Беліченко плідно працює як автор поезій (понад 100), п’єс (понад 30), філософської прози та наукових праць (понад 120).
Його вірші було надруковано у журналах «Collegium» (ред.  Дмитро Бураго, «Крещатик» (Німеччина, ред. Борис Марковський), «Ренессанс» ( ред. Віктор  Шлапак), «REFLECT… КУАДУСЕШЩТ» (Чикаго, ред.  Рафаель Левчин ), а також  на сторінках заснованих ним видань. Твори писав  переважно російською, а також українською мовами.

## Наукові  й творчі спрямування
Світогляд  А. Беліченка  базується на засадах ґрунтовних знань освіти фізика й філософа та  чуттєвістю й багатою  уявою поета, даною йому від природи. Він має широкий спектр  зацікавлень у сферах культурології і фізики, економіки і нейробіології, драматургії і соціології тощо. Саме філософія має спроможність охопити різнорідні спрямування у єдину цілісність. А для А. Беліченка універсальним поняттям, що розкриває тайни Буття і Ніщо став Колір. Над своїм вченням працював як над продовженням ідей, викладених в його дисертації, а саме проблеми продуктивності мови і мислення в контексті їхньої структурності. 
Розвиваючи постулати Хайдеггера про Буття як присутність, будує свою філософську систему  навколо першометафори Кольору як контрпоняття онтології, надаючи Кольорові  сенсу Буття в ситуації відсутності цього сенсу. Метафізичний Колір відсутній у світі як сутність, але пронизує його наскрізь як феномен, так що відчувається у кожній його речі і явищі. За А. Беліченком, Колір  бачиться і як чуттєвість світу, і як чисте відсутнє, що стоїть за межами присутності і відсутності, і як Doc, тобто безліч спонтанно документалізованих смислових відтінків у гіпертексті  картини світу, що ухиляються від звичайної онтології Буття. «Колір є смислом Буття після того, як його смисл перетворився на Ніщо» .
«Філософія Кольору-Цвіту-Doc’у є нащадком української філософської традиції, що починалася з мандруючих народних любомудрів-мудриків, у откровеннях   Григорія Сковороди»,  вважає А.Беліченко, та  своєрідно продовжує її. . Місію Кольору він вбачає в тому, щоб втішати відсутністю будь-якої розради, розуміючи цю відсутність як початок і основу самого Буття світу. «Розуміючи Колір як загально філософське поняття такого же рівня, як Буття, Ніщо і т.п., можна переписати всю традиційну філософію з позицій метафізичного позасвітового Кольору, даного у фізичних почуттях як чисте відсутнє».
Прозі А.Беліченка, де він розповідає про себе або інших людей, притаманна філософська сповідальність, коли сам факт Життя проходить крізь совість і розум письменника. 
У поезії він  комбінує метафори таким чином, щоб утворилася  довершена сага про світ, де конкретика виривається  до  узагальнень у вільному ритмі експресивного сюрреалізму. 
В драматургії він простежує шляхи  своїх героїв  у відчайдушній  спробі знайти втрачений Рай, знаходячи  нерв їхніх конфліктів та ведучі від спокуси до сповіді.
Одним з важливих питань, які А.Беліченко досліджує у наукових розвідках є розгляд  матеріальних зв’язків між душею і тілом. Він висунув ідею про надтонкі протоматеріальні елементарні частинки, які назвав фоннами.
Народження свідомості  уявляє як наслідок конфлікту-зіткнення протоматерії і матерії. Образно й поетично, також як і раціонально, він унаочнює чимало невирішених людством запитань . Наприклад, запропонував ідеї нових дисциплін, таких, як філософська фортологія (наука про фортеці), художня електроніка, ментальна географія тощо.

### Видавнича діяльність
А. Беліченко був активним діячем  самвидавчого руху в Україні. Він заснував  в Києві не цензурований літературно-філософський журнал «Самватас».  У першому номері 1991 року надрукував маніфест журналу «Поетика раунд-граунду", як версію  андеграунду, вільної творчості.  З вересня 1992 року видання отримало державну реєстрацію і виходило до 1999 року.
У «Самватасі»  друкували свої твори відомі автори:   Андрій Пучков, Дмитро Макашов, Ігор Лапінський,  Юрій Зморович,  Леонід Нефедьєв,  Олександр Андрієвський, Ганна Лобановська,   Ілля Назаров,  Віктор Кравець та ін. У серії «Бібліотека журналу «Самватас» вийшли перші книжки поезій  Лесі Тишковської,  Дмитра Бураго та  Олексія Зараховича, а також перші філософські трактати  Олексія Босенка, Марини Савельєвої та  Тараса Возняка та ін.
Випускав авторські електронні моно-журнали «Кружок» (2004), «Мумукша» (2004 – 2007) , полі-журнал «Бзик» (2012 – 2014).
Засновник та головний редактор  друкованих літературно-філософських видань: журналу «Sub Rosa» (2008 -2016); альманахів «У ліка» (2013); «Симтеза» (2014), присвячений  Революції Гідності; «Позамеж»; «Мага-річ» (2014 – 2024). Серія  «Мага-річ» складається з  альманахів: «Магозеро»,  «Магано», «Магора»,  «Магалюби» тощо.  

### Монографії Андрія Беліченка
- Колір як непредставлене Світлом. LAP Lambert Academic Publishing. – Saarbrucken, Deutschland, 2015.-330 C.ISBN 978-3-659-63818-3 ( рос.)

- Позитивний Колір: новий погляд на відсутність. К.: Інтерсервіс, 2022. - 816 С. ISBN 978-966-999-036-5

- Колір як (пост)свідомість: схема акцентного Кольору.Тексти та семінари. К.: Інтерсервіс, 2022.- 490 С. ISBN 978-966-999-208-6

- Чи виправдає Розум? Розцвіт епохи Кольору. К.: Інтерсервіс, 2023.- 438 С.ISBN 978-966-999-208-6

- Якби Колір був Богом. Київ: Інтерсервіс, 2024.

### Вибрані статті
- Творческие нарративы постмодернистской ситуации в философии науки //III Міжнародна наукова конференція "Творчість. Культура. Гуманізм": Тези виступів. - K.: Вид.  КПІ, 1993. - С.219-220.
- Постмодернистская идея времени //Людинознавчі філософські читання "Гуманізм. Людина. Освіта": Матеріали. - Дрогобич: Вид. Дрогобицьк.педагогічн. ін-ту, І994. - С.78-79.
- Дмитро Чижевський, пересадка серця. Самватас. – К.: Факт, 1999. – №19. – С.35-47. ISBN 966-7274-41-1

- Чижевський і Ніцше . Самватас. – Київ: Факт, 1999. – №19. – С.47-62.
- Колір і Фокус (курс лекцій) // Кротка мама Всього: книга пам’яті професора Валентини Суторміної. Під ред. А.В. Беліченка. К: Інтерсервіс, 2019. – С.351-393.

### Вибрана поезія
- Сказання про Христа у 10 томах. – том 4. Бог-Ріка.  К. Інтерсервіс, 2024. – 372 С.
- Сказання про Христа у 10 томах. – том 10. – частини 7-8 // Магалюби. Альманах відродження. -  Під ред. А.В. Беліченка. – Київ: Інтерсервіс, 2024. –С.462-548.

### Вибрана проза
- Мале зібрання творів. – том 1. Квіти. Книга формул. К.: Інтерсервіс, 2013. – 352 С. ISBN 978-617-696-138-3

- Кінем-аттичний живопис  Олександра Ройтбурда// Магозеро. К.: Інтерсервіс, 2021. С. 61-64. ISBN 978-966-999-171-3

- Поза-тотожність (Пам’яті Олексія Босенка) // Магозеро. К.: Інтерсервіс, 2021. – С.65-71. ISBN 978-966-999-171-3

- Про майстерність Душі: колір у живописі Анатолія Юсічева // Магано. Збірка текстів. – Під ред. А. Беліченка. – Київ: Інтерсервіс, 2020. – С.63. ISBN 978-966-999-027-3

- Печерні квіти. Пролегомени до будь-якої майбутньої філософії, що не робить вердиктів // Симтеза: майданізація Бога. Альманах небайдужесті і любові. – Київ: Видавничий дім Дмитра Бураго, 2014. – С.305-486.ІСБН 978-966-489-252-7

- А.Б. Беліченко, Д.С. Макаренко, Д.А. Макашов. Кольоровір. Три філософських есе про Колір. К.: Інтерсервіс, 2014. – 184 С.

### Вибрані драматичні твори
- Божа сорока (опера у десятьох картинах) // У ліка. К.: Видавничий дім Дмитра Бураго, 2013. – С.130-155. ISBN 978-966-489-222-0
- Три драми: Пекельні груші, Листоноша, Друга нога // Симтеза: майданізація Бога. Альманах небайдужесті і любові. – Київ: Видавничий дім Дмитра Бураго, 2014. – С.198-229.  ISBN 978-966-489-252-7
- Соломон всередині Алейхема (п’єса) // Sub Rosa. Квіти без стрілок. К.: Інтерсервіс, 2016. – №5-6. – С.475-486. ISBN 978-617-696-142-0
- Карма України. Драма у п’яти актах. (Синопсис) // Sub Rosa. Квіти без стрілок.– К.: Інтерсервіс, 2016. – №5-6. – С.486-490. ISBN 978-617-696-142-0
- Коріолан на Марсі (ораторія) // Магано. К.: Інтерсервіс, 2020. – С.127-142. ISBN 978-966-999-027-3
- Ніч з Україною (п’єса про Лесю Українку) // Магора. К.: Інтерсервіс, 2024. – С.190-271. ISBN  978-966-999-395-3
- Шкарпеточка (опера про Артемія Веделя). – Київ: Інтерсервіс, 2023. – С.522.

### Наукові розвідки
- Езотеріка фінансів // Кротка мама Всього: книга пам’яті професора Валентини Суторміної. – Під ред. А.В. Беліченка. – Київ: Інтерсервіс, 2019. – С.291-295. ISBN 978-617-696-909-9
- Людство як комп’ютерна біомережа // Кротка мама Всього: книга пам’яті професора Валентини Суторміної. – Під ред. А.В.Беліченка. – Київ: Інтерсервіс, 2019. – С.295-296.
- Обрії антифізики // Кротка мама Всього: книга пам’яті професора Валентини Суторміної. – Під ред. А.В. Беліченка. – Київ: Інтерсервіс, 2019. – С.323-351.
- Економічна естетика ХХІ сторіччя (програма семінарів) // Кротка мама Всього: книга пам’яті професора Валентини Суторміної. – Під ред. А.В. Беліченка. – Київ: Інтерсервіс, 2019. – С.393-403.
- Космологічна естетика, або Колір як виклик новій фізиці // Sub Rosa. Квіти без стрілок. – Під ред. А. Беліченка. – Київ: Інтерсервіс, 2016. – №5-6. – С.295-312. ISBN 978-617-696-142-0